# The French Connection (Eishockey)
Im Eishockey war The French Connection der Spitzname einer der bekanntesten Sturmreihen der Buffalo Sabres, die aus Gilbert Perreault, René Robert und Richard (Rick) Martin bestand. Das Stürmertrio erhielt diesen Namen nach dem gleichnamigen Film The French Connection, da alle drei aus dem frankophonen Teil Kanadas, der Provinz Québec, stammen.

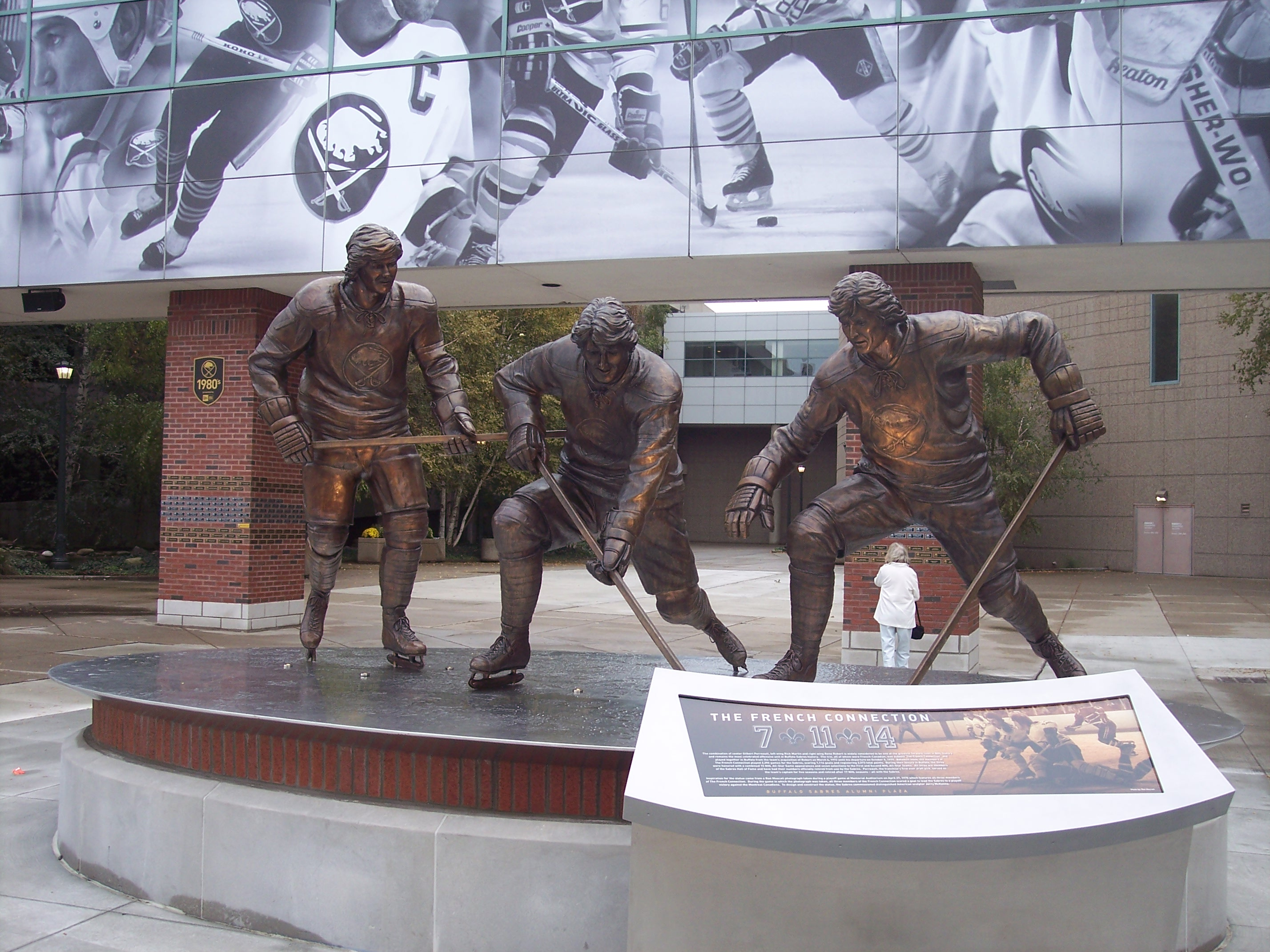
Statue zu Ehren der French Connection vor dem First Niagara Center

Gilbert und Rick Martin spielten schon zu Juniorenzeiten zusammen und wurden durch die Sabres zur Saison 1971/72 wiedervereint. Als dann René Robert zu den Sabres stieß, war eine der produktivsten Offensivformationen der NHL-Geschichte geboren, die zum Beispiel in der Saison 1974/75 insgesamt 291 Scorerpunkte erzielte (René Robert: 40 Tore, 60 Assists; Rick Martin 52 Tore, 43 Assists; Gilbert Perreault: 39 Tore, 57 Assists) und damit alle drei in der Top Ten der Topscorer der NHL landeten. Zwar konnte die Offensivstärke dieser Reihe die Sabres bis in das Finale um den Stanley Cup führen, den Pokal gewonnen haben die Sabres aber noch nie.
Die drei Spieler standen zusammen vom Ende der Saison 1971/72 bis zum Ende der Spielzeit 1978/1979 auf dem Eis, danach wurde Robert zu den Colorado Rockies transferiert. Die Nummern aller drei Spieler werden nicht mehr von den Sabres vergeben – sie hängen zusammen unter dem Hallendach des First Niagara Center.